# Miklós Molnár
Miklós Molnár (n. 28 octombrie 1918, Budapesta, Austro-Ungaria – d. 26 noiembrie 2003, Geneva, Geneva, Elveția) a fost un scriitor, istoric de artă și traducător maghiar.